# Маргарета фон Фюрстенберг
Маргарета фон Фюрстенберг (на немски: Margarethe von Furstenberg; † 1295 или 1296) е графиня от Фюрстенберг и чрез женитба графиня на Хоенберг и Хайгерлох.

## Произход
Тя е дъщеря на граф Хайнрих I фон Фрайбург-Фюрстенберг († 1283/1284) и съпругата му Агнес фон Труендинген († 1294), дъщеря на граф Фридрих IV фон Труендинген († 1253) и втората му съпруга Агнес фон Ортенбург († 1246/1256).

## Фамилия
Маргарета се омъжва през 1282 г. в Хоенфридинген за граф Албрехт II фон Хоенберг-Ротенбург (* ок. 1235; † 17 април 1298, убит), син на граф Буркхард V фон Хоенберг († 1253) от Швабия (род Хоенцолерн), и наследствената графиня Мехтхилд фон Тюбинген, дъщеря на пфалцграф Рудолф II фон Тюбинген († 1247). Албрехт II е племенник на императрица (от 1273 г.) Гертруда фон Хоенберг († 1281), съпругата на крал Рудолф фон Хабсбург († 1291). Тя е втората му съпруга. Албрехт II е известен и като минезингер. Те имат децата:
- Маргарета († 1295), ∞ (годеж 1288) Хайнрих IV фон Бургау (III) († 1301), маркграф на Бургау
- Мехтхилд, ∞ 1291 Улрих († 1315), граф на Вюртемберг
- Рудолф I († 11 qnuari 1336), граф на Хоенберг, женен за

1. графиня Агнес фон Верденберг († юни 1317)
2. април 1318 г. графиня Ирмгард фон Вюртемберг (* сл. 1300; † 16/17 юни 1329)
3. на 20 юни 1331 г. в Ротенбург ам Некар за графиня Елизабет фон Спонхайм-Кройцнах (* ок. 1310; † 1349)

Албрехт II фон Хоенберг-Ротенбург се жени трети път сл. 1295 г. за графиня Урсула фон Йотинген († 1308)